# Тит Квинкций Фламинин (консул 150 года до н. э.)
Тит Квинкций Фламинин (лат.  Titus Quinctius Flaminius; II век до н. э.) — римский политический деятель из патрицианского рода Квинкциев, консул 150 года до н. э.
Согласно Капитолийским фастам, у отца Тита Квинкция был тот же преномен — Тит. Предположительно это консул 198 года до н. э., победитель при Киноскефалах При этом исследователи допускают, что отцом Тита-младшего мог быть брат Тита-старшего — Луций Квинкций Фламинин, консул 192 года до н. э.
Предположительно Тит Квинкций Младший родился примерно в 193 году до н. э. Он впервые упоминается в источниках под 167 годом до н. э. как один из трёх послов, сопровождавших фракийских заложников в их пути домой. В том же году Фламинин был принят в коллегию авгуров вместо умершего Гая Клавдия Пульхра. Не позже 153 года до н. э., учитывая требования закона Виллия, он должен был занимать пост претора, а в 150 году до н. э. он стал консулом вместе с плебеем Манием Ацилием Бальбом. О деятельности Тита Квинкция на этом посту ничего не известно. В последующие богатые событиями годы он уже не упоминается, что может указывать на смерть вскоре после консулата.
Сыном Тита Квинкция был консул 123 года до н. э. того же имени.